# Stefankowice
Stefankowice – wieś w Polsce położona w województwie lubelskim, w powiecie hrubieszowskim, w gminie Hrubieszów. W miejscowości znajdują się pozostałości cmentarza prawosławnego.
W latach 1975–1998 miejscowość administracyjnie należała do województwa zamojskiego. 
Wieś stanowi sołectwo gminy Hrubieszów. Według Narodowego Spisu Powszechnego (III 2011 r.) liczyła 514 mieszkańców i była piątą co do wielkości miejscowością gminy Hrubieszów.
Wierni Kościoła rzymskokatolickiego należą do parafii św. Apostołów Piotra i Pawła w Moniatyczach.

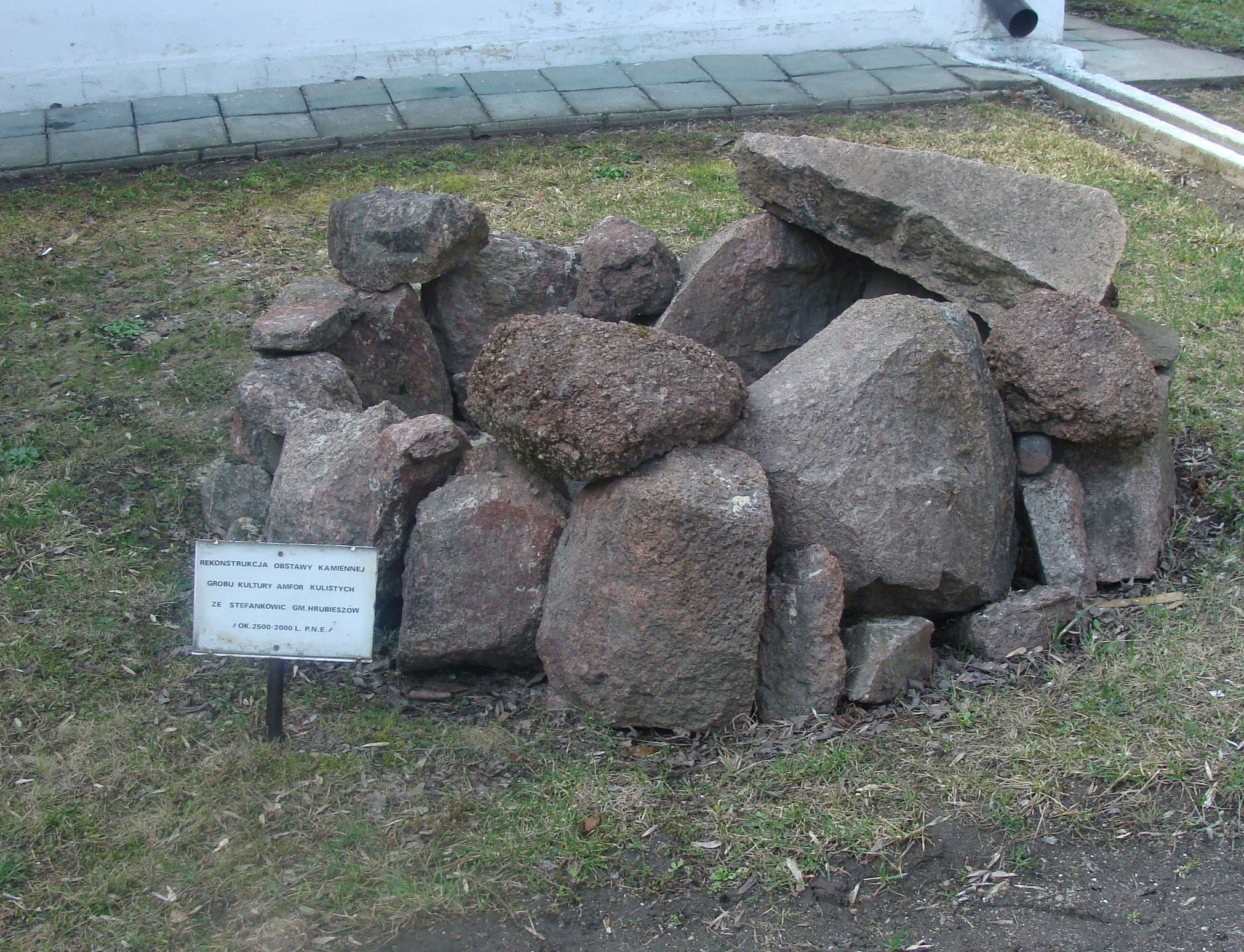
Kamienna obudowa grobu kultury amfor kulistych ze Stefankowic (2500-2000 p.n.e.)

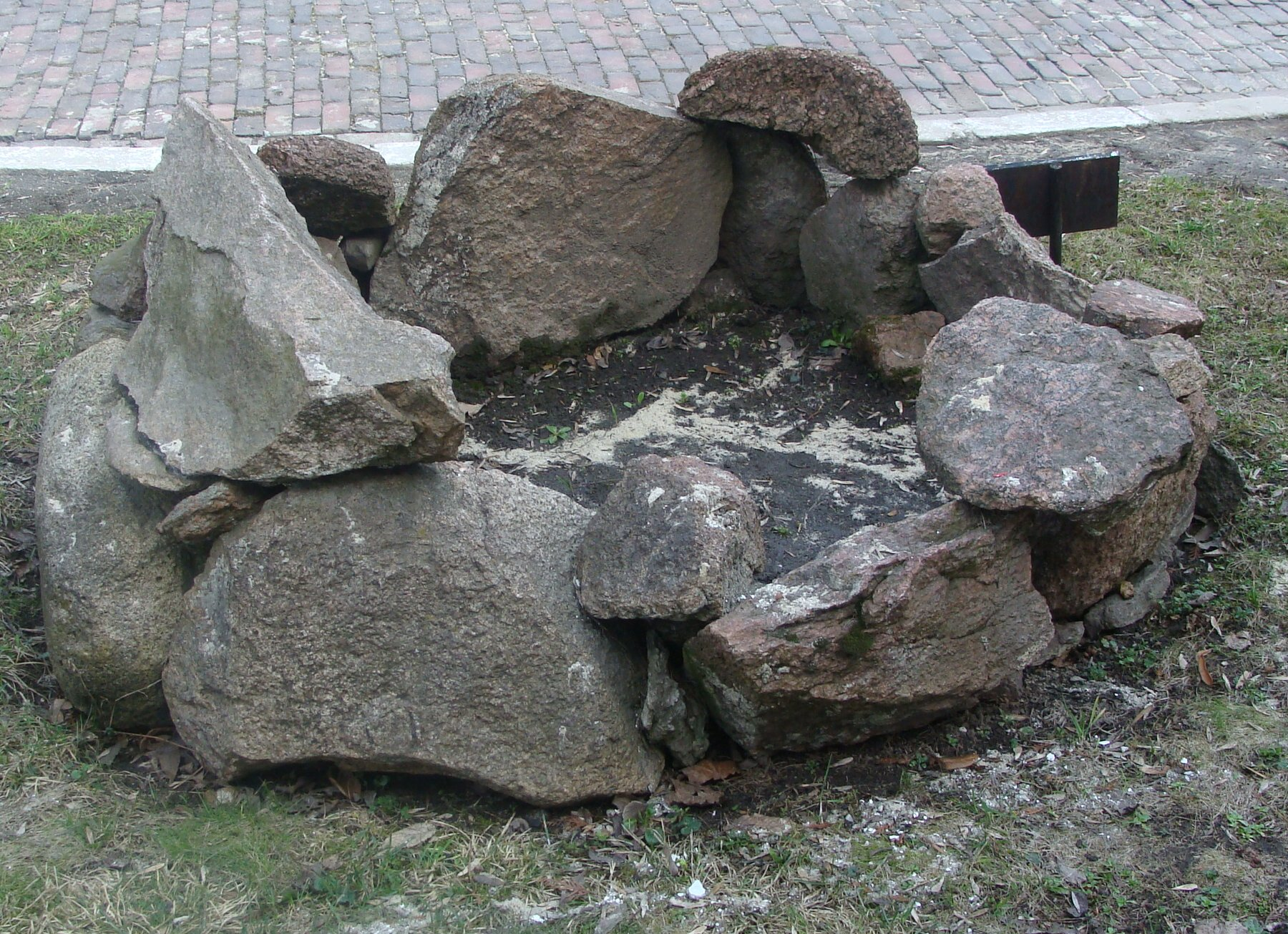
Obecnie przed muzeum im. ks. Stanisława Staszica w Hrubieszowie

## Nazwa
Wieś była wzmiankowana w 1446 roku jako Sthepankowicze. W 1450 roku nazwa miejscowości została zapisana już w formie Stepankowice. Jest to nazwa patronimiczna utworzona przez dodanie sufiksu -owice do nazwy osobowej Stepanek, zdrobnienia od imienia Stepan. Forma Stefankowice jest późniejsza formą, powstałą przez upodobnienie do nazwy osobowej Stefanek. 

## Sport

### GKS Huragan Stefankowice
Do 2006 roku w Stefankowicach funkcjonował Gminny Klub Sportowy Huragan Stefankowice – amatorski klub piłkarski. Huragan rozgrywał mecze na Stadionie w Stefankowicach. W trakcie rozgrywek sezonu 1998/99 GKS Huragan Stefankowice (klasa O) i LZS Wulkan Teptiuków (klasa A) połączyły się tworząc klub GLKS Huragan/Wulkan Stefankowice, który występował w zamojskiej Klasie O, a jako gospodarz rozgrywał mecze na Stadionie w Teptiukowie. W sezonie 1999/2000 Huragan wycofał się z rozgrywek zamojskiej Klasy O po rundzie jesiennej (drużyna została rozwiązana), a jego wyniki zostały anulowane. W 2003 roku drużyna została zgłoszona do rozgrywek zamojskiej Klasy B, a mecze były rozgrywane na boisku w Teptiukowie. Od rundy jesiennej sezonu 2005/2006 Huragan Stefankowice zmienia nazwę na GKS Huragan Hrubieszów.